# (3879) Machar
(3879) Machar est un astéroïde de la ceinture principale.

## Description
(3879) Machar est un astéroïde de la ceinture principale. Il fut découvert le 16 août 1983 à l'Observatoire Kleť par Zdeňka Vávrová. Il présente une orbite caractérisée par un demi-grand axe de 2,35 UA, une excentricité de 0,26 et une inclinaison de 8,7° par rapport à l'écliptique.

## Compléments